# Астис (правитель Певкелаотиды)
Астис — индийский правитель Певкелаотиды, живший в IV веке до н. э.

## Биография
Астис управлял в Индии областью, известной грекам как Певкелаотида. Её столицей была Певкела, основанная, согласно индийской мифологии, как и Таксила, братьями Рамой и Бхаратой. Название города на санскрите «Пушкалавати» означала «город лотоса». По предположению Дройзена И. Г., Астис «расширил свою область за счёт соседей, а сам стал твердою ногою на южном берегу реки Кофена».
Во время Индийского похода, когда Александр Македонский находился на севере от Гандхары, он направил большую часть своего войска под предводительством Гефестиона и Пердикки на юг для покорения местных племён и подготовки переправы через Инд. В отличие от Таксила и некоторых других раджей, Астис отказался покориться Александру. Упоминание о тридцатидневном упорном сопротивлении Астиса, причем в краткой форме без описания подробностей, содержится только в труде Арриана. Шофман А. С. объяснил лаконичность повествования древнего автора тем, что он «не имел обыкновения распространяться на счет активных действия против его героя». Однако и то, что лучшие части македонской армии в течение целого месяца осаждали город, свидетельствует об ожесточённом сопротивлении индийцев иноземному вторжению. Результаты раскопок, в которых принимал участие Уилер М., показали, что накануне осады Пекелы по распоряжению Астиса вокруг города были устроены вал и ров. В ходе решающего штурма Астис погиб.
Управление покоренными землями было доверено Сангаю, ранее подчинявшемуся Астису, но затем перебежавшего к Таксилу. Это и внушило доверие Александра к Сангаю.